# Phylloscopus chloronotus
Phylloscopus chloronotus е вид птица от семейство Phylloscopidae.

## Разпространение
Видът е разпространен в Бутан, Индия, Китай, Непал и Пакистан.